# Bosque de Catasós
El bosque de Catasós[cita requerida] (en gallego Fraga de Catasós) es un espacio natural protegido español ubicado en el municipio de Lalín, provincia de Pontevedra, Galicia. También es conocido como el roblebal de Quiroga, ya que la mayoría de los especímenes dominantes son robles, aunque también destaca por sus castaños, algunos de varios cientos de años de edad, 5 metros de circunferencia y más de 30 metros de altura.
La iniciativa para su conservación procede del fitopatólogo norteamericano George Flippo Gravatt, quien visitó el lugar por primera vez en 1954, proponiendo a la FAO su protección.
La escritora Emilia Pardo Bazán estuvo vinculada al lugar por su matrimonio con José Antonio de Quiroga y Pérez de Deza, uno de los descendientes de la familia propietaria del pazo de Quíntela.